# Долби (город)
Долби (англ. Dalby) — город в австралийском штате Квинсленд. Расположен в 210 километрах к северо-западу от Брисбена. Основан в 1841 году как железнодорожная станция Майалл-Крик, позднее получил статус города и приобрёл своё нынешнее название.
В Долби с 1868 года есть железная дорога. Плодородная почва способствует выращиванию зерновых культур, в частности, пшеницы, хлопка. Развита угольная промышленность, добыча природного газа. Также популярны разведение свиней, рогатого скота и овец.